# Agente K
L'agente K, detto anche Kappa o semplicemente K, è un personaggio immaginario dell'universo dei Men in Black e uno dei due protagonisti della saga cinematografica dei Men in Black, assieme all'agente J.
Il suo nome per intero è Kevin Brown, ed è uno dei due MiB protagonisti della saga. Egli è un membro degli uomini in nero fin dalla loro fondazione.
Nei film l'agente K è interpretato da Tommy Lee Jones, mentre nella serie animata è doppiato prima da Ed O'Ross e poi da Gregg Berger. In italiano il personaggio è sempre doppiato da Dario Penne, mentre nel terzo film, la sua controparte giovane, interpretata da Josh Brolin, è doppiata da Andrea Lavagnino.

## Biografia del personaggio

### Antefatti
Salvo che sia nato nel 1940, della vita di Kevin Brown prima della saga cinematografica non si conosce molto: ha lavorato come agente governativo tra gli anni cinquanta e sessanta, aiutando a fondare i MiB e, il 2 marzo 1961, quando gli alieni stabilirono un contatto con la sua squadra era presente e decise, in comune accordo coi compagni, di tenere segreta la verità al resto dell'umanità; da allora il gruppo gestisce, coordina e autorizza l'attività aliena sulla Terra.
Avendo scelto di dedicare tutta la sua vita al lavoro, K viene lasciato dalla moglie. Successivamente ha per anni con la bella agente O, un'intesa sentimentale che fatica a decollare per via della regola secondo cui gli agenti MiB non possono relazionarsi tra loro.
Durante la sua carriera K è stato inizialmente assistito e addestrato da un membro fondatore più anziano, D. A seguito dei suoi ottimi risultati, tuttavia, incomincia una fiorente carriera in solitaria che lo vede affrontare numerosi alieni e altrettante calamità cosmiche, fino a diventare uno degli agenti maggiormente rispettati dell'organizzazione.
Il 16 luglio 1969, arresta Boris "l'animale" dopo avergli amputato un braccio e attiva una barriera chiamata ArcNet per respingere permanentemente dalla Terra i suoi simili, i Bogloditi. Il prezzo pagato per la vittoria è tuttavia la morte del colonnello James Darrell Edwards Jr., sotto agli occhi di suo figlio per mano dell'alieno. Per proteggere il bambino, K gli cancella la memoria dell'evento tramite neuralizzatore.
Nel 1977, K è stato la guardia del corpo di Lauranna, principessa di Zartha, di cui divenne amante. Nel momento in cui la pericolosa aliena Kylotiana Serleena la uccide per scoprire dove si trova la "Luce di Zartha", K la raggira fingendo di mandarla in orbita, mentre le vera Luce, figlia di Lauranna (e probabilmente anche di K) rimane sulla Terra e vi viene nascosta dall'agente.

### Men in Black
Nel primo film, datato 1997, K neuralizza il suo vecchio mentore D, esaudendo il suo desiderio di ritirarsi. Successivamente incontra l'agente del NYPD James Edwards e propone la sua candidatura tra le file dei MiB notandone le potenzialità dopo un inseguimento con un alieno. Sebbene inizialmente sospettoso, James accetta l'offerta e incomincia a lavorare sotto la guida di K col nome in codice di agente J.
Dopo aver completato con successo una missione volta a impedire a una Piattola di lasciare la Terra con una piccola fonte di energia illimitata chiamata Galassia rischiando di far scoppiare un incidente diplomatico con gli Arquiliani, K chiede al collega J di cancellare i suoi ricordi, svelandogli di averlo reclutato al fine di sostituirlo per poter finalmente vivere come un uomo qualunque. Dopo qualche titubanza, J esegue e prende il suo posto nell'organizzazione mentre K torna dalla donna da cui, anni addietro, si era separato.

### Men in Black II
Dopo la neuralizzazione, Kevin Brown crede di aver passato 35 anni in coma e, dopo aver fallito nel riconquistare l'ex-moglie, trova lavoro presso l'ufficio postale di Truro, Massachusetts. Nel luglio 2002 tuttavia, J lo ricontatta per ordine di Z, il direttore dei MiB, con l'intento di de-neuralizzarlo al fine di indagare sulla "Luce di Zartha", che Serleena è tornata a cercare sulla Terra.
Una volta riacquisite le sue memorie, K rivela che la Luce altri non è che Laura Vasquez, testimone oculare di un delitto alieno in realtà discendente dalla famiglia reale Zarthiana e dunque l'unica in grado di guidare il suo popolo portandogli la luce. A malincuore i due agenti fanno tornare la ragazza su Zartha, sebbene J ne fosse innamorato e K il presunto padre.
Subito dopo la partenza di Laura, J e K abbattono Serleena a colpi d'arma laser e tornano a lavorare assieme come partner.

### Men in Black 3

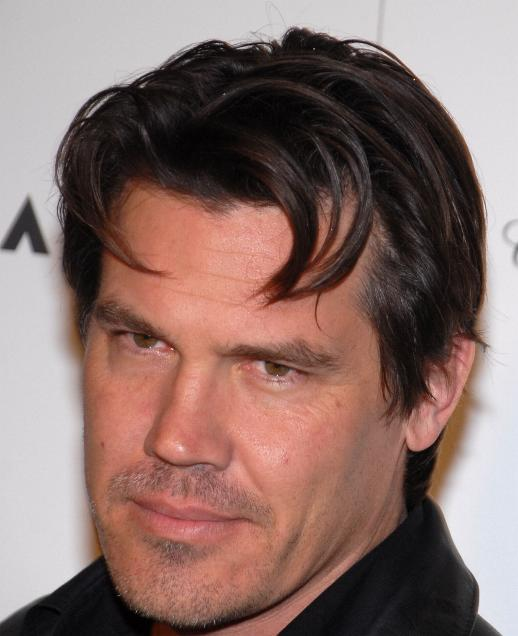
Josh Brolin, interprete del giovane agente K in Men in Black 3

Nel terzo film, datato 2012, a seguito della morte di Z, è O ad assumere la carica di capo dei MiB; parallelamente a ciò, il criminale intergalattico Boris "l'animale" fugge dal carcere di LunarMax e torna indietro nel tempo fino al 1969 con l'intento di uccidere K prima che questi lo arresti, gli amputi un braccio e attivi ArcNet; riesce nel suo intento e uccide il giovane K, creando una nuova timeline in cui lui ha ancora il suo braccio, non è mai finito in prigione e la sua razza, i Bogloditi, non si è mai estinta e sta invadendo la Terra mentre l'agente J è stato reclutato nei Men in Black da un altro agente invece che da K.
Fortunatamente l'agente J, l'unico ancora ricordante K, torna anch'egli indietro fino al '69 per salvare la vita al compagno e lì cerca di uccidere il Boris adolescente ma viene catturato da un giovane K, il quale è convinto che, avendo la stessa uniforme dei Men in Black e le stesse armi oltre a sapere tutto su di lui e sull'Agente O, sia una spia aliena e lo porta al quartiere generale dei MiB con l'intento di cancellargli la memoria con un primitivo neuralizzatore; tuttavia J rivela la sua vera identità e la sua missione e K, credendogli, decide di non neuralizzarlo e i due si alleano per fermare Boris. J è anche sorpreso di come il giovane K, che rivela a J di avere 29 anni, sia felice e aperto e del tutto in contrasto con il suo scorbutico e chiuso emotivamente sé adulto con cui ha lavorato per anni; J e il giovane K formano un'ottima amicizia e allo stesso tempo riparando il rapporto tra J e K, i due reclutano Griffin, un Arcaniano, razza aliena estinta, con la straordinaria facoltà di vedere tutti i futuri possibili, l'Arcaniano vuole evitare che la Terra faccia la stessa fine della sua razza e quindi li aiuta a sconfiggere a Boris, rivelando di essere in possesso della tecnologia ArcNet che può salvare il pianeta. 
Sebbene il Boris del '69 riesca a rapire Griffin temporaneamente, J e il giovane K riescono a fermarlo e a salvare Griffin; tuttavia il Boris del '69 riesce a fuggire e si allea con il suo sé stesso del 2012 per uccidere J e K. Il trio arriva a Cape Canaveral, qui vengono arrestati dalla polizia militare, tuttavia il colonnello permette agli agenti di svolgere la loro missione dopo che Griffin ha usato il suo potere premonitore per mostrargli quanto sono importanti J e K, quindi, dopo che Griffin ha dato un saluto affettuoso a J rivelandogli inoltre che quando tornerà al suo tempo K non avrà alcun ricordo di lui ma avrà solo il ricordo della linea temporale originale, i due quindi vanno a mettere ArcNet ma vengono attaccati dai due Boris, il Boris del 1969 tende in agguato al giovane K mentre il Boris del 2012 lo prende di mira per ucciderlo, tuttavia J sconfigge il Boris del 2012 con un astuto stratagemma mentre il giovane K spara al braccio del Boris del 1969 facendolo cadere lontano da lui permettendogli di installare ArcNet intorno alla Terra con successo. J saluta il giovane K e scappa dall'esplosione causata dall'accensione dello shuttle così come K e il colonnello, il giovane K chiede al colonnello di unirsi ai Men in Black ma il colonnello rifiuta gentilmente poiché il suo posto è nell'esercito ormai, a quel punto il Boris del 1969 li attacca e uccide il colonnello. A questo punto il giovane K invece di arrestare Boris come nella linea temporale originale lo uccide scongiurandone la minaccia in via definitiva, J scopre che K ha sempre vegliato su di lui dopo la morte del padre e che gli aveva cancellato i ricordi su suo padre per non farlo soffrire, la missione è compiuta. 
Tornato al suo tempo, J si ricongiunge col mentore e lo ringrazia per quanto fece per lui da bambino, i due amici quindi si riconciliano e, scherzando tra di loro, lasciano il bar e vanno in missione verso nuove avventure come Men in Black.

## Altri media
- Nella serie televisiva Men in Black, ipoteticamente collocata dopo il secondo film, K riveste il ruolo di coprotagonista assieme a J e viene fatto ritornare dal suo "pensionamento", mentre L riveste il ruolo di medico dell'organizzazione. La serie rivela molto sul suo passato, stabilendo che è cresciuto in campagna, figlio di un sergente militare e che ha avuto un istruttore chiamato Alpha, in seguito divenuto disertore, oltretutto ha avuto una relazione con un'aliena chiamata Aileen.
- K è un personaggio giocabile nei primi tre videogiochi ispirati alla serie: Men in Black: The Game, Men in Black - The Series: Crashdown e Men in Black II: Alien Escape.